# لاتينية كلاسيكية
اللاتينية الكلاسيكية هي الصيغة اللغوية التي يعتبرها كتَّاب الجمهورية الرومانية الحديثة والإمبراطورية الرومانية لغة لاتينية معيارية. في بعض الفترات اللاحقة، كانت تُعتَبَر لغة لاتينية جيدة أو ملائمة، ولكنها بدت في نسخ لاحقة وكأنها ساقطة، أو متدهورة، أو مبتذلة، أو فاسدة. تعني كلمة لاتينية الآن افتراضيًا «اللاتينية الكلاسيكية». على سبيل المثال، تُدرِّس الكتب المدرسية اللاتينية اللغة الكلاسيكية اللاتينية حصرًا تقريبًا. استخدم الكاتب شيشرون وكتَّاب معاصرون له في الجمهورية الرومانية نسختين من اللغة اللاتينية هما: لينغوا لاتينا (بالإنجليزية: Lingua Latina) وسيرمو لاتينوس (باللاتينية: Sermo Latinus). على العكس من ذلك، استخدم الإغريق اللاتينية العامية (سيرمو فولغاريس وسيرمو فولغي) في لغتهم المحلية، ولغتهم المكتوبة هي لاتينيتاس (باللاتينية: Latinitas) أو «لاتينيتي» (التي تعني «جيدة») عندما يتم دمجهما. كانت تسمى أيضًا بسيرمو فاميلياريس (باللاتينية: Sermo Famoiliaris) («لغة العائلات المرموقة»). بالإضافة إلى اسم لاتينيتاس، كان يُطلَق عليها بشكل رئيسي اسم لاتين (باللاتينية: latine) (وهو الظرف من «استخدام اللغة اللاتينية بشكل صحيح»)، أو اسم لاتينيوس (وهو الظرف المقارن ويعني «استخدام اللاتينية بطريقة أفضل»).
كانت اللغة اللاتينيتاسية محكية ومكتوبة، وهي اللغة التي كان يتم تدريسها في المدارس. بالتالي تنطبق عليها قواعد المعيارية اللغوية، وكانت تُطبَّق قوانين معيارية إضافية عندما يتعلق الأمر بمواد خاصة مثل الشعر أو البلاغة. بسبب انقراض اللغة اللاتينيتاسية المحكية (لصالح السجلات المتعاقبة)، من الممكن أن توحي قواعد النصوص المُنَقَّحة بمظهر لغة مصطنعة. على أي حال، كانت اللغة اللاتينيتاسية أحد أشكال لغة سيرمو (اللغة المحكية)، ولذلك تحتفظ بعفويتها. لا توجد أية نصوص لمؤلفين يكتبون باللاتينية الكلاسيكية تتميز بأسلوب جامد كالموجود في الفن المنمَّق، باستثناء الاختصارات المتكررة والعبارات الموجودة على النقوش. على سبيل المثال، جملة «يسوع الناصري ملك اليهود» (باللغة التيتولوسية: IESVS NAZARENVS REX IVDAERVM) التي وُجِدت مكتوبة على اللافتة فوق رأس يسوع على الصليب، وهي مثال مشهور عن اللاتينية الكلاسيكية.

## كُتَّاب العصر الذهبي
يستند تعريف توفيل لـ«الفترة الأولى» للغة اللاتينية على نقوش، وأجزاء صغيرة، وأعمال أدبية لمؤلفين سابقين معروفين. رغم استخدامه لمصطلح «الرومانية القديمة» في مرحلة من المراحل، إلا أن معظم هذه الاكتشافات بقيت غير مسمَّاة. يتحدث توفيل عن الفترة الثانية في عمله الرئيسي، العصر الذهبي للأدب الروماني)، الذي يعود تاريخه إلى 671- 767 وفق تقويم بداية روما (83 قبل الميلاد- 14 بعد الميلاد)، وفقًا لذاكرته. تتميز تلك الفترة بالحكم الديكتاتوري للقائد لوسيوس كورنيليوس سولا وبوفاة الإمبراطور أغسطس. ترجم واغنر كتابات توفيل كالتالي:
العصر الذهبي للأدب الروماني هو الفترة التي بلغ فيها كمال الصياغة ذروته، وفي معظم النواحي أيضًا من حيث المراجعة المنهجية للموضوعات. من الممكن تقسيمها عبر الأجيال، إذ بلغ النثر أوج تألقه في الفترة الأولى (عصر شيشرون)، بينما تطور الشعر بشكل أساسي في العصر الأغسطسي.
يمتد عصر شيشرون بين عامي 671- 711 وفق تقويم بداية روما (83 قبل الميلاد- 43 قبل الميلاد)، وانتهى مباشرة بعد وفاة ماركوس توليوس شيشرون. انتهى العصر الأغسطسي 711- 67 وفق تقويم بداية روما (43 قبل الميلاد- 14 بعد الميلاد) بوفاة أغسطس. تقسم قنصلية شيشرون 691 وفقًا لتقويم بداية روما (63 قبل الميلاد) عصر شيشرون إلى نصف أول وثاني. يُنسَب المؤلفون إلى هذه الفترات وفقًا لعدد سنوات إنجازاتهم الرئيسية.
ظهر العصر الذهبي مسبقًا في علم فقه اللغة الألماني، لكن بطريقة أقل منهجية. إليكم إحدى ترجمات كتاب عناصر من المعرفة العالمية (1770) لمؤلفه بيلفيلد:
بدأ العصر الثاني للاتينية في زمن قيصر تقريبًا (يختلف عصره عن عصر توفيل)، وانتهى بزمن تيبيريوس. هذا ما يدعى بالعصر الأغسطسي، والذي تميز عن كل العصور الأخرى، هو فترة تبدو وكأن رجال عظماء، وكتَّاب خالدين اجتمعوا فيها على سطح الأرض ليكتبوا اللغة اللاتينية في أقصى درجات النقاء والكمال...وبالنسبة إلى تاكيتوس، لم يرقى خياله وأسلوبه العاطفي للعصر الذهبي...
من الواضح أن توفيل استلهم أفكارًا حول اللاتينية الذهبية والفضية من تقاليد موجودة ودمجها بطريقة جديدة، وحولها بأفضل طريقة ممكنة.
في مقدمة كروتويل، يعود تاريخ العصر الذهبي إلى 80 قبل الميلاد- 14 بعد الميلاد (من شيشرون إلى أوفيد)، ويوافق ذلك اكتشافات توفيل. أما عن «الفترة الثانية»، يشرح كروتويل كلام توفيل قائلًا أنها «تمثل أعلى درجات التميز في الشعر والنثر». يعود تاريخ عصر شيشرون (الذي يعرف اليوم باسم «الفترة الجمهورية») إلى ما بين عامي 80- 42 قبل الميلاد، ويتميز بوقوع معركة فيليبي. يُسقِط كروتويل النصف الأول من عصر شيشرون الذي يتحدث عنه توفيل، ويبدأ العصر الذهبي من قنصلية شيشرون عام 63 قبل الميلاد- وهو خطأ ارتُكِب في الطبعة الثانية من كتاب كروتويل. على الأرجح أنه كان يقصد 80 قبل الميلاد، لأنه نسب الكاتب ماركوس تيرينتيوس فارو إلى العصر اللاتيني الذهبي. العصر الأغسطسي وفق توفيل هو الفترة الأغسطسية وفقًا لكروتويل (42 قبل الميلاد- 14 بعد الميلاد).

### الجمهورية
تتضمن اللوائح الأدبية التاريخية كل الكُتَّاب من العصر الكنسي حتى عصر شيشرون- حتى أولئك ممن كانت أعمالهم مجزأة أو مفقودة كليًا. باستثناء بعض الكتَّاب الرئيسيين مثل شيشرون، وقيصر، وفيرجيل، وكاتولوس، تشيد الروايات القديمة للأدب الجمهوري بالحقوقيين والخطباء الذين لا يمكن التحقق من كتاباتهم أو تحليلهم للأنماط اللغوية المختلفة بسبب عدم وجود سجلات باقية حتى اليوم. ترتبط السمعة السيئة لأكيليس غالوس، وكينتوس هورتنسيوس هورتالوس، ولوسيوس لوكولوس والعديد من الكتَّاب الآخرين الذين اكتسبوا سمعة سيئة دون كتابة أعمال مقروأة بالعصر الذهبي. تظهر هذه القائمة مجموعة من الكتَّاب الكنسيين في تلك الفترة ممن بقيت أعمالهم أو أجزاء منها موجودة حتى اليوم:
- ماركوس تيرينتيوس فارو (116- 27 قبل الميلاد)، قواعدي ذو أثر كبير.
- تيتوس بومبونيوس آتيكوس (112/109- 35/32)، ناشر ومراسل شيشرون.
- ماركوس توليوس شيشرو (106- 43 قبل الميلاد)، خطيب، وفيلسوف، وكاتب مقالات تُعرِّف أعماله النثر في العصر الذهبي وتُستخدم في المناهج اللاتينية بعد المرحلة الابتدائية.
- سيرفيوس سولبيسيوس روفوس (106- 43 قبل الميلاد)، حقوقي وشاعر.
- ديسيموس لابيريوس (105- 43 قبل الميلاد) كاتب تمثيليات صامتة.
- ماركوس فيوريوس بيباكيوليوس (القرن الأول قبل الميلاد)، كاتب لوديكرا.
- غايوس يوليوس قيصر (103- 44 قبل الميلاد)، جنرال، ورجل دولة، ومؤرخ.
- غايوس أوبيوس (القرن الأول قبل الميلاد)، نائب يوليوس قيصر، كاتب محتمل باسم قيصر.
- غايوس ماتيوس (القرن الأول قبل الميلاد)، شخصية عامة، مراسل مع شيشرون.
- كورنيليوس نيبوس (100- 24 قبل الميلاد)، كاتب سيرة ذاتية.
- بوبليليوس سيروس (القرن الأول قبل الميلاد) كاتب تمثيليات صامتة وأمثال.
- كوينتوس كورفيشيوس (القرن الأول قبل الميلاد)، شخصية عامة وكاتب بلاغة.
- تيتوس لوكريتيوس كاروس (لوكريتيوس: 94- 50 قبل الميلاد)، شاعر وفيلسوف.
- بابليوس نيجيديوس فيغولوس (98- 45 قبل الميلاد)، موظف عام، وقواعدي.
- أولوس هيرتيوس (90- 43 قبل الميلاد)، موظف عام، ومؤرخ عسكري.
- غايوس هيلفيوس سينا (القرن الأول قبل الميلاد)، شاعر.
- ماركوس سايليوس روفوس (87- 48 قبل الميلاد)، خطيب، ومراسي مع شيشرون.
- غايوس سالوستيوس كريسبوس (86- 34 قبل الميلاد)، مؤرخ.
- ماركوس بورسيوس كاتو أوتيسينسيس (كاتو الأصغر، 95- 46 قبل الميلاد)، خطيب.
- بابليوس فاليريوس كاتو (كاتولوس، 84- 54 قبل الميلاد)، شاعر.
- غايوس ليسينيوس ماسر كالفوس (82- 47 قبل الميلاد)، خطيب وشاعر.